# Antonio Barbaro
Antonio Barbaro (Venezia, 1627 – Venezia, 1679) è stato un generale e politico italiano della Repubblica di Venezia, membro della famiglia patrizia dei Barbaro.

Stemma della famiglia Barbaro come appare nella facciata della chiesa di Santa Maria del Giglio

Partecipò assieme a Leonardo Foscolo all'assalto del forte di Malvasia in Morea. Prestò servizio a Candia, durante il lungo assedio di Candia. Fu Governator di Nave e Capo da Mar e divenne Capitano del Golfo dal 1655 al 1656. Nel 1656 partecipò alla Spedizione veneziana dei Dardanelli.
Nel 1667 divenne Provveditore generale di Candia. Ha anche prestato servizio nei Balcani; dal 1670 divenne provveditore generale della Dalmazia Veneta e dell'Albania Veneta. Alla sua morte lasciò 30.000 ducati per la ricostruzione della chiesa di Santa Maria del Giglio.